# Língua de sinais colombiana
A língua de sinais colombiana ou língua gestual colombiana) é a língua de sinais (pt: língua gestual) usada pela comunidade surda da Colômbia.